# Alex Ward
Alex Ward (Fort Walton Beach, 21 aprile 1999) è un giocatore di football americano statunitense che milita nel ruolo di long snapper per i Los Angeles Rams della National Football League (NFL).

## Carriera

### Los Angeles Rams
Al college Ward giocò a football a UCF. Dopo nom essere stato scelto nel Draft firmò con i Los Angeles Rams il 29 aprile 2023. Il 29 agosto fu annunciato che sarebbe entrato a far parte dei 53 uomini del roster per l’inizio della stagione regolare. Nella sua prima stagione dispute 13 partite, mettendo a segno anche un tackle.